# 舊金山輕軌S線
舊金山輕軌S線，亦稱S卡斯楚街站接駁路線（英語：S Castro Shuttle），是美國加州舊金山市區的舊金山輕軌路線。工作日的尖峰時刻，此路線由內河碼頭站進城直到卡斯楚街站。當AT&T球場舉辦賽事時，本路線也營運；路線延長為國王街與第4街路口至西隧道口站。
S線有時會以三節車廂掛載為常規模式，在舊金山輕軌路線中僅見於此。S線也是唯一未出現在舊金山輕軌地圖及NextBus時刻表之輕軌路線。

## 外部連結
- S Castro Shuttle route information from the SF Muni Map Project